# Templo Libertad
Templo Libertad ili Sinagoga u Buenos Airesu (španjolski: Sinagoga de la Congregación Israelita Argentina) je sinagoga u gradu Buenos Airesu, Argentina. Izgrađena je 1897. godine.

## Također pogledajte
- Sinagoga
- Judaizam
- Buenos Aires

## Vanjske poveznice
- Službena stranica (šp.)

### Ostali projekti
|  | Zajednički poslužitelj ima još gradiva o temi Templo Libertad |